# Richard Keating
Richard E. Keating (29. května 1941 – 5. října 2006) je astronom známý jako spoluautor Hafele–Keatingova experimentu, testu Einsteinovy obecné teorie relativity, který proběhl v době, kdy pracoval v United States Naval Observatory.